# Perl (Band)
Perl war eine ostdeutsche Musikgruppe. Die Band wurde 1979 gegründet und löste sich 1986 wieder auf. 2004 fanden sich die Musiker wieder zusammen als PERL feat. Michael Barakowski, später als Michael Barakowski feat. Perl. Ab 2011 veröffentlichte Barakowski ohne den Zusatz „Perl“.

## Geschichte
Perl wurde im September 1979 als Amateurband gegründet. Sie spielten überwiegend Jazzrock und coverten Cream und Pink Floyd. 1981 kam es zu ersten Umbesetzungen: Michael Schubert, Volkmar Ebel und Peter Voges verließen die Band, Michael Barakowski und André Drechsler stießen neu hinzu. Nachdem Sven Hertrampf den Schlagzeuger Bernd Fleckna abgelöst hatte und Rene Niederwieser sowie Wieland Apelt zur Band gekommen waren, produzierten die Musiker 1984 ihre ersten drei Titel im Studio von Gunther Wosylus (ehemals Modern Soul Band, Puhdys). 1985 erreichte der Titel Zeit, die nie vergeht den  ersten Platz in der DDR-Jahreshitparade. Barakowski war der Komponist aller Titel und schrieb neben Wosylus die meisten Texte. Nach diesem großen Erfolg entschied sich Barakowski für die Berufsmusikerlaufbahn und ging als Frontmann zu Smokings Rockshow.
Nach dem Weggang von Barakowski versuchte sich die Band mit verschiedenen anderen Sängern, konnte aber an ihren Erfolg nicht mehr anknüpfen. Daher kam es 1986 zur Auflösung der Gruppe.
Bei einem Konzert der Modern Soul Band im September 2003 trafen sich durch einen Zufall Barakowski, Niederwieser und Hertrampf. Die drei Musiker beschlossen, wieder gemeinsam aufzutreten und ihren Hit Zeit, die nie vergeht neu zu arrangieren. 2011 entschied sich Barakowski, allein unter eigenem Namen zu veröffentlichen.
Bis heute verkaufte sich Zeit, die nie vergeht etwa 700.000 Mal. Er gilt als einer der erfolgreichsten Titel der 1980er Jahre in der DDR und wurde mehrfach gecovert.

## Diskografie

### Perl
- 1984: O Amore
- 1984: Schulzeit
- 1985: Zeit, die nie vergeht
- 1985: Zwischen Traum und Wirklichkeit

### PERL feat. Michael Barakowski (ab 2004)
- Zeit die nie vergeht (RockLine)
- Gut dass es dich gibt (Jaykay)
- Girl, Girl, Girl (Jaykay)
- Ein Held werd ich wohl nie (Jaykay)